# Ctenophora elegans
Ctenophora elegans är en tvåvingeart som beskrevs av Johann Wilhelm Meigen 1818. Ctenophora elegans ingår i släktet Ctenophora och familjen storharkrankar. Inga underarter finns listade i Catalogue of Life.